# Le Mesnil-Mauger
Le Mesnil-Mauger är en kommun i departementet Calvados i regionen Normandie i norra Frankrike. Kommunen ligger i kantonen Mézidon-Canon som ligger i arrondissementet Lisieux. År 2018 hade Le Mesnil-Mauger 994 invånare.

## Befolkningsutveckling
Antalet invånare i kommunen Le Mesnil-Mauger
Referens:INSEE